# Ƒ
Ƒ, ƒ（フック付F）はラテン文字のアルファベットである。イタリック体のFを基にした文字で、Fにディセンダーのようなものを加えた文字である。
実際にはエウェ語に使われている文字である。音素は無声両唇摩擦音/ɸ/を表す。
また、小文字はフローリン記号などのシンボルを表す。
数学では、"f"の代わりに"ƒ"を使うことが多い。

## 符号位置
| 大文字 | Unicode | JIS X 0213 | 文字参照       | 小文字 | Unicode | JIS X 0213 | 文字参照       | 備考 |
| ------ | ------- | ---------- | -------------- | ------ | ------- | ---------- | -------------- | ---- |
| Ƒ      | U+0191  | -          | &#x191; &#401; | ƒ      | U+0192  | -          | &#x192; &#402; |      |